# Ferdinand Vilhelm Falbe
Ferdinand (eller Frederik) Vilhelm Falbe (11. januar 1745 – 14. april 1814 i København) var en dansk officer, bror til Carl Vigand Falbe.
Falbe var søn af kammerråd, zahlkasserer Christian Ludvig Falbe (1699-1760) og Engelke født Mouritzen. Han erholdt 22. oktober 1760 udnævnelse som værkbase réformé ved den danske Fortifikationsetat. Da Ingeniørkorpset tre år efter oprettedes ved samling af den danske, den norske og den holstenske Fortifikationsetat, overgik han ikke til samme, men erhvervede i 1764 efter et ophold i udlandet ved køb et kompagni af det Sjællandske hvervede Infanteriregiment, der fra 1768 kaldtes Kronprins Frederiks Regiment, og udnævntes til kaptajn. 1781 erholdt han majors karakter med anciennitet fra 1774, og han forfremmedes dernæst i 1783 til tertsmajor, i 1785 til sekondmajor og i 1788 til premiermajor ved regimentet. 1790 blev han oberstløjtnant og 1797 oberst af infanteriet. 1802 forflyttedes han fra Kronprinsens til Prins Frederiks Regiment for indtil videre at føre kommandoen over dette, men allerede året efter udnævntes han til chef for Det danske Livregiment til Fods. Som sådan forfremmedes han i 1803 til generalmajor af infanteriet og var under Københavns forsvar i 1807 interimskommandant og brigadechef. I 1809 afgik han fra Livregimentet og udnævntes til 2. militære deputeret i Generalkommissariatskollegiet. Knap en måned før sin død blev han 1. militære deputeret i samme kollegium; han døde i København 14. april 1814.
Falbe ægtede 3. august 1768 Frederica Elisabeth Claessen (7. juli 1748 - 16. september 1817).
Han er begravet på Dreslette Kirkegård.